# NGC 6865
NGC 6865 (другое обозначение — PGC 64089) — линзообразная галактика (S0) в созвездии Орёл.
Этот объект входит в число перечисленных в оригинальной редакции «Нового общего каталога».